# ساکوما نوبوموری
ساکوما نوبوموری (به ژاپنی: 佐久間 信盛, Sakuma Nobumori)، دِوا نو سوکه، اوئه مون نو جو، ;(۱ ژانویهٔ ۱۵۲۷ – ۱۸ فوریهٔ ۱۵۸۲) یک سامورایی اهل ژاپن و از ملازمان خاندان اودا بود.